# Coming Back Hard Again
Coming Back Hard Again è il quinto album del gruppo hip hop The Fat Boys, pubblicato nel 1988 e distribuito da Tin Pan Apple e Polydor Records.
| Recensione | Giudizio |
| ---------- | -------- |
| AllMusic   | [ 2 ]    |

## Tracce
1. The Twist – 4:05 (testo: Jim Glenn – musica: Albert Cabrera, Tony Moran)
2. Rock The House, Y'all – 3:20 (musica: Albert Cabrera, Tony Moran)
3. We Can Do This – 4:10 (musica: Eddison Electrik, Van Gibbs)
4. Back And Forth – 3:15 (musica: Damon Wimbley, Darren Robinson, Steve Linsley)
5. Jellyroll – 3:20 (musica: Damon Wimbley, Darren Robinson, Steve Linsley)
6. Big Daddy – 3:40 (musica: Eddison Electrik, Van Gibbs)
7. Coming Back Hard Again – 3:20 (musica: Gary Rottger)
8. Louie, Louie – 4:05 (testo: Jim Glenn – musica: Albert Cabrera, Tony Moran)
9. Are You Ready For Freddy – 4:05 (musica: Chris Richards, The Indiana Crew, Tony Bongiovi)
10. All Day Lover – 4:00 (musica: Gary Rottger)
11. Powerlord – 3:00 (musica: Damon Wimbley, Darren Robinson)
12. Pig Feet – 3:30 (musica: Fresh Gordon, Mark Morales)

Durata totale: 43:50

## Classifiche

### Classifiche settimanali
| Classifica (1988)         | Posizione massima |
| ------------------------- | ----------------- |
| Stati Uniti               | 33                |
| US Top R&B/Hip-Hop Albums | 30                |